# 劉慧蘊
劉慧蘊（英語：Vivian Lau，1978年10月7日—），香港女藝人，2000年香港小姐冠軍及2001年國際中華小姐季軍。

## 簡歷
2000年，劉慧蘊參加2000年度香港小姐競選，參賽編號為11號，最終奪得該年香港小姐冠軍、最上鏡小姐、國際親善小姐及最具新世紀風采小姐獎項；2001年獲國際中華小姐競選季軍。劉慧蘊卸任香港小姐後退出娛樂圈。丈夫為林孝基。

## 演出
- 2000年悉尼奧運主持
- 2000年兒歌金曲頒獎典禮司儀

## 獎項
- 香港小姐競選：冠軍
- 香港小姐競選：最上鏡小姐
- 香港小姐競選：國際親善小姐
- 香港小姐競選：最具新世紀風采小姐
- 國際中華小姐競選：季軍